# Campionati del mondo di corsa campestre 2008
Il XXXVI Campionato mondiale di corsa campestre si è disputato a Edimburgo, in Scozia, in Gran Bretagna, il 30 marzo 2008 all'Holyrood Park. Vi hanno preso parte 448 atleti in rappresentanza di 57 nazioni. Il titolo maschile è stato vinto da Kenenisa Bekele mentre quello femminile da Tirunesh Dibaba.

## Nazioni partecipanti
Qui sotto sono elencate le nazioni che hanno partecipato a questi campionati (tra parentesi il numero degli atleti per ciascuna nazione):
- Algeria (16)
- Armenia (1)
- Australia (22)
- Azerbaigian (2)
- Bahrein (7)
- Bielorussia (1)
- Botswana (6)
- Brasile (14)
- Bulgaria (1)
- Burundi (1)
- Canada (26)
- Cile (1)
- Cina (4)
- RD del Congo (2)
- Croazia (2)
- Danimarca (1)
- Egitto (2)
- Emirati Arabi Uniti (2)
- Eritrea (17)

- Etiopia (27)
- Francia (10)
- Germania (1)
- Ghana (1)
- Giappone (26)
- Giordania (4)
- Gran Bretagna (27)
- Grecia (1)
- Guyana (1)
- Irlanda (21)
- Italia (9)
- Kenya (27)
- Kirghizistan (2)
- Lesotho (2)
- Libia (2)
- Malawi (3)
- Marocco (21)
- Messico (1)
- Norvegia (1)

- Nuova Zelanda (4)
- Paesi Bassi (1)
- Palestina (1)
- Polonia (2)
- Portogallo (18)
- Qatar (10)
- Ruanda (1)
- Russia (11)
- Seychelles (1)
- Spagna (23)
- Stati Uniti (27)
- Sudafrica (10)
- Svizzera (1)
- Turchia (3)
- Turkmenistan (3)
- Uganda (13)
- Yemen (1)
- Zambia (2)
- Zimbabwe (1)

## Risultati

### Individuale (uomini seniores)
| Pos. | Atleta                  | Nazione | Tempo (m's") |
| ---- | ----------------------- | ------- | ------------ |
|      | Kenenisa Bekele         | Etiopia | 34'38"       |
|      | Leonard Patrick Komon   | Kenya   | 34'41"       |
|      | Zersenay Tadese         | Eritrea | 34'43"       |
| 4    | Joseph Ebuya            | Kenya   | 34'47"       |
| 5    | Moses Ndiema Masai      | Kenya   | 35'02"       |
| 6    | Felix Kikwai Kibore     | Qatar   | 35'15"       |
| 7    | Gideon Lekumok Ngatuny  | Kenya   | 35'16"       |
| 8    | Ahmad Hassan Abdullah   | Qatar   | 35'18"       |
| 9    | Habtamu Fikadu          | Etiopia | 35'19"       |
| 10   | Bernard Kiprop Kipyego  | Kenya   | 35'24"       |
| 11   | Hosea Macharinyang      | Kenya   | 35'24"       |
| 12   | Augustine Kiprono Choge | Kenya   | 35'26"       |

### Squadre (uomini seniores)
| Leonard Patrick Komon     | 2    |
| Joseph Ebuya              | 4    |
| Moses Ndiema Masai        | 5    |
| Gideon Lekumok Ngatuny    | 7    |
| Bernard Kiprop Kipyego    | 10   |
| Hosea Macharinyang        | 11   |
| (Augustine Kiprono Choge) | (12) |
| (Mark Kosgei Kiptoo)      | (14) |
| (John Kimondo Thuo)       | (18) |

| Kenenisa Bekele             | 1     |
| Habtamu Fikadu              | 9     |
| Sileshi Sihine              | 15    |
| Gebre-egziabher Gebremariam | 17    |
| Dereje Debele               | 21    |
| Abebe Dinkesa               | 41    |
| (Zembaba Yigeze)            | (57)  |
| (Solomon Tsige)             | (139) |
| (Demssew Tsega)             | (DNF) |

| Felix Kikwai Kibore     | 6    |
| Ahmad Hassan Abdullah   | 8    |
| Sultan Khamis Zaman     | 22   |
| Mubarak Hassan Shami    | 25   |
| Jamal Bilal Salem       | 34   |
| Essa Ismail Rashed      | 48   |
| (Ali Dawoud Sedam)      | (61) |
| (Moustafa Ahmed Shebto) | (67) |
| (Naser Jamal Naser)     | (81) |

- Nota: gli atleti tra parentesi non hanno concorso al punteggio totale della squadra

### Individuale (uomini under 20)
| Pos. | Atleta                 | Nazione | Tempo (m's") |
| ---- | ---------------------- | ------- | ------------ |
|      | Ibrahim Jeilan         | Etiopia | 22'38"       |
|      | Ayele Abshero          | Etiopia | 22'40"       |
|      | Lucas Kimeli Rotich    | Kenya   | 22'42"       |
| 4    | Benjamin Kiplagat      | Uganda  | 22'43"       |
| 5    | Titus Kipjumba Mbishei | Kenya   | 22'45"       |
| 6    | Mathew Kisorio         | Kenya   | 22'51"       |
| 7    | Peter Kimeli Some      | Kenya   | 22'55"       |
| 8    | Geofrey Kusuro         | Uganda  | 22'56"       |
| 9    | Amanuel Mesel          | Eritrea | 23'00"       |
| 10   | Levy Matebo Omari      | Kenya   | 23'03"       |
| 11   | Hunegnaw Mesfin        | Etiopia | 23'03"       |
| 12   | Stephen Kiprotich      | Uganda  | 23'09"       |

### Squadre (uomini under 20)
| Lucas Kimeli Rotich       | 3    |
| Titus Kipjumba Mbishei    | 5    |
| Mathew Kisorio            | 6    |
| Peter Kimeli Some         | 7    |
| (Levy Matebo Omari)       | (10) |
| (Charles Kibet Chepkurui) | (15) |

| Ibrahim Jeilan      | 1    |
| Ayele Abshero       | 2    |
| Hunegnaw Mesfin     | 11   |
| Feyisa Lilesa       | 14   |
| (Dejen Gebremeskel) | (18) |
| (Yetwale Kende)     | (21) |

| Benjamin Kiplagat | 4    |
| Geofrey Kusuro    | 8    |
| Stephen Kiprotich | 12   |
| Abraham Kiplimo   | 13   |
| (Ben Siwa)        | (22) |

- Nota: gli atleti tra parentesi non hanno concorso al punteggio totale della squadra

### Individuale (donne seniores)
| Pos. | Atleta                     | Nazione     | Tempo (m's") |
| ---- | -------------------------- | ----------- | ------------ |
|      | Tirunesh Dibaba            | Etiopia     | 25'10"       |
|      | Mestawet Tufa              | Etiopia     | 25'15"       |
|      | Linet Chepkwemoi Masai     | Kenya       | 25'18"       |
| 4    | Doris Chepkwemoi Changeywo | Kenya       | 25'34"       |
| 5    | Hilda Kibet                | Paesi Bassi | 25'35"       |
| 6    | Gelete Burka               | Etiopia     | 25'35"       |
| 7    | Priscah Jepleting Cherono  | Kenya       | 25'36"       |
| 8    | Margaret Wangari Muriuki   | Kenya       | 25'46"       |
| 9    | Meselech Melkamu           | Etiopia     | 25'51"       |
| 10   | Grace Kwamboka Momanyi     | Kenya       | 25'54"       |
| 11   | Benita Johnson             | Australia   | 25'56"       |
| 12   | Lineth Chepkurui           | Kenya       | 26'05"       |

### Squadre (donne seniores)
| Tirunesh Dibaba    | 1    |
| Mestawet Tufa      | 2    |
| Gelete Burka       | 6    |
| Meselech Melkamu   | 9    |
| (Koren Jelela)     | (14) |
| (Aselefech Mergia) | (16) |

| Linet Chepkwemoi Masai     | 3    |
| Doris Chepkwemoi Changeywo | 4    |
| Priscah Jepleting Cherono  | 7    |
| Margaret Wangari Muriuki   | 8    |
| (Grace Kwamboka Momanyi)   | (10) |
| (Lineth Chepkurui)         | (12) |

| Benita Johnson      | 11   |
| Lisa Jane Weightman | 20   |
| Melissa Rollison    | 26   |
| Anna Thompson       | 27   |
| (Melinda Vernon)    | (41) |
| (Victoria Mitchell) | (54) |

- Nota: gli atleti tra parentesi non hanno concorso al punteggio totale della squadra

### Individuale (donne under 20)
| Pos. | Atleta                      | Nazione  | Tempo (m's") |
| ---- | --------------------------- | -------- | ------------ |
|      | Genzebe Dibaba              | Etiopia  | 19'59"       |
|      | Irine Chepet Cheptai        | Kenya    | 20'04"       |
|      | Emebt Etea                  | Etiopia  | 20'06"       |
| 4    | Delvine Relin Meringor      | Kenya    | 20'06"       |
| 5    | Emebet Bacha                | Etiopia  | 20'11"       |
| 6    | Jackline Chebii             | Kenya    | 20'11"       |
| 7    | Betelhem Moges              | Etiopia  | 20'13"       |
| 8    | Dorcas Jepchirchir Kiptarus | Kenya    | 20'17"       |
| 9    | Tigist Memuye               | Etiopia  | 20'27"       |
| 10   | Yukino Ninomiya             | Giappone | 20'30"       |
| 11   | Bitaw Yehune                | Etiopia  | 20'33"       |
| 12   | Christine Kambua Muyanga    | Kenya    | 20'34"       |

### Squadre (donne under 20)
| Genzebe Dibaba  | 1    |
| Emebt Etea      | 3    |
| Emebet Bacha    | 5    |
| Betelhem Moges  | 7    |
| (Tigist Memuye) | (9)  |
| (Bitaw Yehune)  | (11) |

| Irine Chepet Cheptai        | 2    |
| Delvine Relin Meringor      | 4    |
| Jackline Chebii             | 6    |
| Dorcas Jepchirchir Kiptarus | 8    |
| (Christine Kambua Muyanga)  | (12) |
| (Mercy Jelimo Kosgei)       | (33) |

| Yukino Ninomiya  | 10   |
| Atsuko Matsumura | 14   |
| Asami Kato       | 15   |
| Ayaka Mori       | 18   |
| (Risa Takenaka)  | (26) |
| (Yukari Abe)     | (48) |

- Nota: gli atleti tra parentesi non hanno concorso al punteggio totale della squadra

## Medagliere
Legenda
     Paese ospitante
| Posizione | Paese     | Oro | Argento | Bronzo | Totale |
| --------- | --------- | --- | ------- | ------ | ------ |
| 1         | Etiopia   | 6   | 4       | 1      | 11     |
| 2         | Kenya     | 2   | 4       | 2      | 8      |
| 3         | Australia | 0   | 0       | 1      | 1      |
| 3         | Eritrea   | 0   | 0       | 1      | 1      |
| 3         | Giappone  | 0   | 0       | 1      | 1      |
| 3         | Qatar     | 0   | 0       | 1      | 1      |
| 3         | Uganda    | 0   | 0       | 1      | 1      |
| Totale    | Totale    | 8   | 8       | 8      | 24     |